# Rietumu Bank (wielerploeg)/2007
Deze pagina geeft een overzicht van de wielerploeg Rietumu Bank in 2007.
| Naam                         | Geboortedatum | Nationaliteit | Ploeg 2006             |
| ---------------------------- | ------------- | ------------- | ---------------------- |
| Caspar Austa                 | 28-01-1982    | Estland       | Geen ploeg             |
| Kalvis Eisaks                | 07-03-1983    | Letland       |                        |
| Sergei Firsanov              | 03-07-1983    | Rusland       |                        |
| Normunds Lasis               | 25-02-1985    | Letland       |                        |
| Viesturs Luksevics           | 16-04-1987    | Letland       |                        |
| Raivo Maimre                 | 28-08-1982    | Estland       | Geen ploeg             |
| Arturs Malenders             | 19-04-1987    | Letland       | Neoprof                |
| Olegs Melehs                 | 24-03-1982    | Letland       |                        |
| Alexander Mironov            | 21-01-1984    | Rusland       | Premier                |
| Herberts Pudans              | 14-10-1986    | Letland       |                        |
| Kristofers Racenajs          | 13-12-1985    | Letland       |                        |
| Tarmo Raudsepp (vanaf 01.07) | 04-12-1981    | Estland       | U.C. Nantes-Atlantique |
| Artis Roze                   | 04-10-1987    | Letland       |                        |
| Aleksejs Saramotins          | 08-04-1982    | Letland       |                        |
| Martins Trautmanis           | 07-07-1988    | Letland       | Neoprof                |
| Toms Veinbergs               | 11-07-1986    | Letland       |                        |